# Нађа Обрист
Нађа Обрист (енгл. Nadja Obrist; рођена 4. новембра 1972) је аустријска параолимпијска алпска скијашица.

## Биографија
Рођена је 4. новембра 1972. у Аустрији коју је представљала на Зимским параолимпијским играма у Лилехамеру 1994. и Нагану 1998. године, у алпском скијању. Освојила је укупно пет медаља: три сребрне и две бронзане.
Године 1994. је освојила три медаље: две сребрне у спусту LW6/8 и Super-G LW6/8 и бронзу у велеслалому LW6/8. Заузела је четврто место у слалому LW6/8.
Године 1998. је освојила сребро у слалому LW3,4,5/7,6/8 и бронзу у спусту LW3,4,6/8. Заузела је четврто место у велеслалому и шесто у слалому LW3,4,5/7,6/8.